# Aspidoconcha limnoriaea
Aspidoconcha limnoriaea är en kräftdjursart som beskrevs av de Vos 1953. Aspidoconcha limnoriaea ingår i släktet Aspidoconcha och familjen Xestoleberididae. Inga underarter finns listade.